# Шляхта, Евгений Георгиевич
Евгений Георгиевич Шляхта (1935-2021) — советский хозяйственный, государственный и политический деятель.

## Биография
Родился в 1937 году в селе Архангельское. Член КПСС.
Образование высшее (окончил Ошский государственный педагогический институт, Новосибирский электротехнический институт).
До 1969 гг. — инженер, начальник технического бюро, начальник участка, начальник цеха, секретарь парткома предприятии п/я № 358 в Новосибирске,
- В 1969—1975 гг. — директор Новгородского электровакуумного завода, генеральный директор ПО «Элкон»[2].
- В 1975—1982 гг. — второй секретарь Новгородского горкома КПСС[2].
- В 1982—1985 гг. — первый секретарь Новгородского райкома КПСС[1].
- В 1985—1989 гг. — первый секретарь Новгородского горкома КПСС[2].
- В 1990—1994 гг. — заместителем генерального директора производственного объединения «Элкон»[1].

C 1995 гг. — начальник отдела Российской транспортной инспекции по г. Новгороду.
Делегат XXVII съезда КПСС и XIX партконференции КПСС.
Умер в Великом Новгороде в 2021 году.